# Khadira rutilus
Khadira rutilus är en fjärilsart som beskrevs av Moore 1881. Khadira rutilus ingår i släktet Khadira och familjen nattflyn. Inga underarter finns listade i Catalogue of Life.